# Prova nuclear de Corea del Nord de 2017
La Prova nuclear de Corea del Nord de 2017 va ser la seva sisena prova nuclear realitzada el 3 de setembre de 2017, afirmant que havia provat una arma termonuclear (bomba d'hidrogen).
El Servei Geològic dels Estats Units (USGS) va informar que arran de la prova va haver-hi un terratrèmol de magnitud 6,3 prop de Punggye-ri, Corea del Nord. Les autoritats sud-coreanes van afirmar que el terratrèmol semblava artificial, consistent amb una prova nuclear. El USGS, així com el Centre de Xarxes Sismològiques de la Xina, van informar que el moviment sísmic inicial va ser seguit d'un segon, però menor, terratrèmol al mateix emplaçament, diversos minuts més tard.

## Tecnologia
El govern de Corea del Nord va afirmar haver detonat una bomba d'hidrogen que podria ser carregada en un míssil balístic intercontinental (ICBM). L'anunci declarava que tenia un rendiment variable: "el poder explosiu és ajustable des de desenes de quilotones fins a centenars de quilotones […] es pot detonar fins i tot a altituds elevades per a un atac EMP". Un anunci tècnic posterior va qualificar el dispositiu com una "arma termonuclear de dues etapes" i va afirmar que les mesures experimentals eren totalment compatibles amb l'especificació del disseny, i no hi havia hagut cap fuga de materials radioactius de la prova nuclear subterrània.
Les fotografies del líder norcoreà Kim Jong-un inspeccionant un dispositiu semblant a una arma termonuclear, va ser publicada poques hores abans de la prova.
El Grup d'Informació de Jane estima que la bomba de tipus termonuclear Teller–Ulam de Corea del Nord pesa entre 250 i 360 quilos.

## Estimacions de rendiment
Segons les estimacions de Kim Young-Woo, cap del comitè de defensa del parlament sud-coreà, el rendiment nuclear equivalia a uns 100 quilotones de TNT (100 kt). "La darrera prova del Nord s'estima que té un rendiment de fins a 100 quilotones, encara que és un informe provisional", va dir Kim Young-Woo a una agència de notícies de Yonhap.
El 3 de setembre, l'agència meteorològica de Corea del Sud, l'Administració Meteorològica de Corea, estimava que el rendiment de l'explosió nuclear de la prova estava entre 50 i 60 quilotones. Per contra, l'agència independent de monitoratge sísmic NORSAR estimava que l'explosió tenia un rendiment d'aproximadament 120 quilotones. L'Institut Federal de Geociències i Recursos Naturals d'Alemanya estima un rendiment d'"uns pocs centenars de quilotons" basat un moviment sísmic detectat de magnitud 6,1.

## Reaccions internacionals
El Consell de Seguretat de les Nacions Unides es va reunir en una reunió d'emergència el 4 de setembre, a petició dels Estats Units, Corea del Sud, Japó, França i el Regne Unit.
Canadà, Xina, Indonèsia, Japó, Malàisia, Filipines, Rússia, Singapur, Corea del Sud i els Estats Units van expressar fortes crítiques a la prova nuclear.
El president nord-americà Donald Trump va escriure a Twitter que "Corea del Nord ha dut a terme una prova nuclear important, les seves paraules i accions continuen sent molt hostils i perilloses per als Estats Units". Es va preguntar a Trump si els EUA atacarien a Corea del Nord i li van respondre: "Veurem". El secretari de Defensa, James Mattis, va advertir a Corea del Nord que es trobaria amb una "resposta militar massiva" si amenaçava als Estats Units o als seus aliats.

## Galeria d'imatges

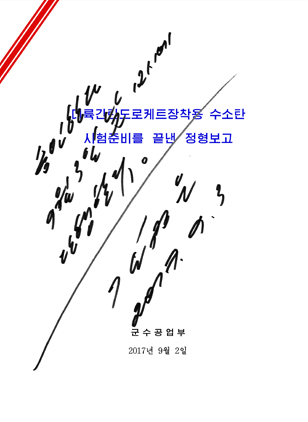
Ordre signada per Kim Jong-Un